# Maurício (ur. 1978)
Maurício Rodorigues Alves Domingues (ur. 3 lipca 1978) – brazylijski piłkarz występujący na pozycji obrońcy.

## Kariera piłkarska
Od 1995 do 2006 roku występował w Corinthians Paulista, Cruzeiro EC, Mirassol FC, CA Juventus, Kashiwa Reysol, Goiás EC, EC Vitória, Associação Portuguesa de Desportos i Clube Náutico Capibaribe.